# Mount Pleasant (Pennsilvània)
Mount Pleasant és una població dels Estats Units a l'estat de Pennsilvània. Segons el cens del 2000 tenia 4.728 habitants.

## Demografia
Segons el cens del 2000, Mount Pleasant tenia 4.728 habitants, 2.057 habitatges, i 1.225 famílies. La densitat de població era de 1.587,4 habitants/km².
Dels 2.057 habitatges en un 22,9% hi vivien nens de menys de 18 anys, en un 45,7% hi vivien parelles casades, en un 10,6% dones solteres, i en un 40,4% no eren unitats familiars. En el 36,6% dels habitatges hi vivien persones soles el 20,4% de les quals corresponia a persones de 65 anys o més que vivien soles. El nombre mitjà de persones vivint en cada habitatge era de 2,2 i el nombre mitjà de persones que vivien en cada família era de 2,88.
Per edats la població es repartia de la següent manera: un 19,1% tenia menys de 18 anys, un 6,3% entre 18 i 24, un 26,5% entre 25 i 44, un 22,9% de 45 a 60 i un 25,2% 65 anys o més.
L'edat mediana era de 44 anys. Per cada 100 dones de 18 o més anys hi havia 80,2 homes.
La renda mediana per habitatge era de 30.738 $ i la renda mediana per família de 41.438 $. Els homes tenien una renda mediana de 30.655 $ mentre que les dones 23.333 $. La renda per capita de la població era de 16.517 $. Entorn del 5,1% de les famílies i l'11% de la població estaven per davall del llindar de pobresa.

## Poblacions més properes
El següent diagrama mostra les poblacions més properes.